# Teòfil d'Alexandria
|  | Per a altres significats, vegeu «Teòfil». |

Teòfil (grec antic: Θεόφιλος, llatí: Teophilus) (ca. 350-15 d'octubre de 412) va ser patriarca d'Alexandria al final del segle iv i començament del segle v. Es va destacar per la persecució dels origenistes i l'hostilitat cap a Joan Crisòstom. Molt discutit pel seu radicalisme, és venerat com a sant per l'Església Ortodoxa Copta, mentre que l'Església Ortodoxa el considera impius.
Inicialment va ser monjo a Nítria, un centre monàstic al sud d'Alexandria, i es va decantar pels seguidors d'Orígenes en la controvèrsia dels monjos entre antropomorfites i origenistes. Va succeir al bisbat d'Alexandria a Timoteu l'any 385, segons Sòcrates Escolàstic, i va donar suport als origenistes. L'any 388 es va assegurar el favor imperial després de donar-li suport en la lluita contra Magne Màxim, però en realitat havia enviat al seu llegat Isidor amb cartes de suport dirigides a cadascun dels dos rivals, amb instruccions de donar només la carta destinada al que finalment fos el guanyador.
Va emular el zel de l'emperador contra els pagans, i amb el seu permís, el 391 va començar a perseguir els pagans de la seva diòcesi i a destruir els seus temples i confiscar-ne les propietats, i molts van ser expulsats d'Egipte. Es va apoderar per la força del bisbat de Cirene, però va tractar bé el filòsof pagà Sinesi. A la seva diòcesi va combatre diferents sectes.
Quan es va veure que la majoria del clergat egipci donava suport als antropomorfites, durant els tumults del 399, va canviar de bàndol i va condemnar els escrits d'Orígenes, però en privat es va mantenir de fet com a seguidor dels escrits d'aquest; tot i així l'any 401 en una carta pastoral va condemnar els seus escrits i els seus partidaris, i ho va reiterar el 402. Por aquests fets va rebre el malnom de Ἀμφαλλάξ ('alternativament'). Els monjos origenistes condemnats van fugir a Constantinoble, on els va rebre Joan Crisòstom, que havia estat nomenat patriarca de Constantinoble tot i l'oposició de Teòfil.
L'emperadriu Eudòxia va cridar a Teòfil a la capital on aviat, al Sínode del Roure, va aconseguir que Crisòstom fos deposat, l'any 403. Durant els tumults que van seguir la deposició, va escapar-se en secret a Egipte i va tornar a Alexandria on, el 404, va emetre la seva tercera pastoral contra els origenistes. Va morir l'any 412.

## Obres conservades
Les seves obres són:
- Correspondència amb Jeroni d'Estridó, el papa Anastasi I i el papa Innocenci I
- Pamflet contra Crisòstom
- Homilia sobre la Crucifixió i el Bon Roder
- Homilies traduïdes per Jeroni d'Estridó (preservades gràcies a J. P. Migne)
- Altres homilies que només han sobreviscut en traduccions coptes i gueezes.
- προσφωνητικὸν πρὸς τοὺς φρονοῦντας τὰ Ὠριγένονς, que cita Teodoret de Cir, i que en llatí es va traduir amb el nom de Adversus Origenem unum et grande volumen
- Carta a Porfiri patriarca d'Antioquia

Fabricius l'inclou a la Bibliotheca Graeca.